# Dou Miao
Kaiserin Dou Miao (chinesisch 竇妙 / 窦妙, Pinyin Dòu Miào; † 172), formell Kaiserin Huansi (fleißige und tiefschürfende Kaiserin) war eine Kaiserin der Han-Dynastie. Sie war die dritte Gemahlin des Kaisers Huan. Nach seinem Tod im Jahre 168 diente sie als Regentin für seinen Nachfolger Kaiser Ling, wobei ihr Vater Dou Wu und der konfuzianische Scholar Chen Fan halfen. Diese machten sich aber schon bald die mächtigen Eunuchen zu Feinden und wurden früh getötet. Danach stand die Kaiserin bis zu ihrem Tod unter Hausarrest.

## Familiärer Hintergrund und Heirat mit Kaiser Huan
Dou Miaos Geburtsdatum ist nicht bekannt. Ihr Vater Dou Wu war ein niederer Beamter in der Verwaltung des Kaisers Huan und ein bekannter konfuzianistischer Scholar. Er stammte außerdem aus adliger Familie, als Nachkomme von Dou Rong, der viel zur Wiedereinsetzung der Han-Dynastie unter Kaiser Guangwu beigetragen hatte. Über die Familiengeschichte ihrer Mutter ist nicht viel bekannt.
Im Jahre 165, als Kaiser Huan seine zweite Gemahlin Kaiserin Deng Mengnü absetzte, wurde Dou Miao kaiserliche Konkubine. Kaiser Huan aber zog sie nicht vor. Später in diesem Jahr jedoch zog er sie bei der Wahl der neuen Kaiserin in Erwägung. Zunächst wollte Kaiser Huan seine Lieblingskonkubine Tian Sheng zur Kaiserin erheben, aber die Beamten, von Chen Fan angeführt, opponierten wegen Tian Shengs niedriger Herkunft. Sie drängten Kaiser Huan, eher die Konkubine Dou Miao zur Kaiserin zu erheben. Er gab dem Druck nach und erhob sie später in diesem Jahr zur Kaiserin. Ihr Vater wurde zu einem wichtigen Posten befördert, der nicht näher bekannt ist.
Im Jahre 166, während der ersten Partisanen-Prohibition, setzte sich Dou Wu für Beamte ein, die von den mächtigen Eunuchen übler Missetaten angeklagt wurden, und für die Schüler, die für Petitionen zu ihren Gunsten eingesperrt worden waren. Sein Einschreiten verhinderte viele Hinrichtungen. Deswegen wurden Dou Wu und Kaiserin Dou Miao von den Beamten als Hoffnung für den einstigen Sturz der mächtigen Eunuchen angesehen.

## Als Kaiserinmutter und Regentin
Im Jahre 168 starb Kaiser Huan, ohne einen Sohn hinterlassen zu haben. Kaiserin Dou wurde Kaiserinmutter und Regentin. Sie und ihr Vater prüften die möglichen Nachfolger in der kaiserlichen Sippe der Liu, und sie einigten sich auf den zwölfjährigen Liu Hong, den Marquis von Jieduting. Er bestieg den Thron als Kaiser Ling. Kaiserin Dou diente weiterhin als Regentin. Sie vertraute Chen Fan und ihrem Vater Dou Wu und gab ihnen große Macht.
Aus Hass ließ Kaiserinmutter Dou die Konkubine Tian Sheng, weil sie bei Kaiser Huan so beliebt gewesen war, noch vor der Bestattung des verblichenen Kaisers hinrichten.
Als Regentin verhielt sich Kaiserinmutter Dou eifrig und aufmerksam gegenüber wichtigen Belangen, auch der Unterdrückung eines Aufstands der Qiang. Sie förderte das Programm des Generals Duan Jiong, die Qiang mit zahlenmäßiger Überlegenheit zu erdrücken, und er hatte Erfolg. Trotzdem geriet er in die Kritik, und wahrscheinlich galt diese Kritik auch der Kaiserinmutter Dou, weil er auf dem Feldzug unglaublich grausam gewesen war. Während der Han-Dynastie sollte dies der letzte Aufstand der Qiang gewesen sein.

## Dou und Chens Streit mit den Eunuchen
Nachdem sie führende Beamte geworden waren, taten Dou und Chen viel für die Säuberung der Regierung. Sie beriefen zahlreiche Beamte, die den ersten Partisanen-Prohibitionen zum Opfer gefallen waren, und gaben ihnen Befehlsgewalt, um die Korruption, besonders die unter den Eunuchen, auszumerzen.
Die Eunuchen wehrten sich mit Schmeicheleien für die Kaiserinmutter Dou, die ihnen immer mehr Vertrauen entgegenbrachte, besonders Cao Jie und Wang Fu. Der Scholar Chen Fan und der Vater der Kaiserin, Dou Wu, schöpften Verdacht und berieten einen Plan, um die mächtigen Eunuchen auszulöschen. Im Sommer 168 brachten sie diesen Plan vor Kaiserinmutter Dou, die überrascht war und ihn mit der Begründung ablehnte, dass die Eunuchen doch keinen Schaden angerichtet hätten. Mit ihrer Weigerung wurde der Plan fallengelassen.
Im Herbst des Jahres erfuhren die Eunuchen von dem Plan und gerieten in Zorn. Zhu Yu, der zuerst Wind davon bekommen hatte, verschwor sich mit 17 Eunuchen gegen Chen und Dou. Sie nahmen Kaiser Ling rasch in Gewahrsam (angeblich zu seinem eigenen Besten), gaben in seinem Namen Edikte zur Hinrichtung von Chen und Dou heraus und entführten dann Kaiserinmutter Dou. Des Weiteren schickten sie Truppen, um Chen und Dou festzunehmen. Chen war rasch gefangen genommen und hingerichtet, während Dou öffentlich einen Aufstand der Eunuchen verkündete und Widerstand leistete. Die Eunuchen machten General Zhang Huan glauben, dass Dou Wu ein Verräter sei, und Zhang schlug Dou auf dem Schlachtfeld. 
Dou beging nach der Niederlage Selbstmord, und die Dou-Sippe wurde ausgelöscht, mit Ausnahme seiner Gemahlin, die nach Bijing (im heutigen nördlichen Vietnam) verbannt wurde. Kaiserinmutter Dou wurde unter Hausarrest gestellt, behielt jedoch ihren Titel.

## Späte Jahre
Kaiserinmutter Dou war nie mehr in der Lage, wahre Macht zu erlangen, da die Eunuchen die politische Szene für die nächsten Jahre bestimmten. Ihr Einfluss wurde von der Kaiserinmutter Dong übernommen. Zhang Huan, der seine Tat gegen Dou Wu bereute, versuchte wiederholt, ihre Befreiung zu erreichen, war aber erfolglos. Im Jahre 171 versuchte der Eunuch Dong Meng, vor Kaiser Ling zu ihren Gunsten zu sprechen, indem er sie als unschuldig bezeichnete, und Kaiser Ling glaubte ihm. Deshalb stattete er Kaiserinmutter Dou einige Besuche ab und garantierte ihre Versorgung mit zahlreichen Gütern. Dies gefiel Cao und Wang nicht, die Dong Meng deswegen fälschlich anklagten, Kaiserinmutter Dong entehrt zu haben, ihn einsperrten und hinrichteten.
Im Jahre 172 erhielt Kaiserinmutter Dou die Nachricht, dass ihre Mutter in der Verbannung gestorben sei. Sie wurde niedergeschlagen und erkrankte selbst. Im Sommer des Jahres starb sie. Die mächtigen Eunuchen hassten die Dou-Sippe so sehr, dass sie ihren Körper auf einen Güterwagen laden ließen und einige Tage lang der Witterung preisgaben, um ihn dann nach dem Brauch der Konkubinen zu bestatten. Durch den Widerstand des Kaisers Ling wurde sie dennoch mit den Zeremonien einer Kaiserinmutter bei ihrem Gemahl Huan bestattet.
| Vorgänger   | Amt                        | Nachfolger |
| ----------- | -------------------------- | ---------- |
| Deng Mengnü | Kaiserin von China 165–168 | Song       |

| Personendaten    | Personendaten                      |
| ---------------- | ---------------------------------- |
| NAME             | Dou, Miao                          |
| ALTERNATIVNAMEN  | Kaiserin Huansi                    |
| KURZBESCHREIBUNG | Kaiserin der Han-Dynastie          |
| GEBURTSDATUM     | 1. Jahrhundert oder 2. Jahrhundert |
| STERBEDATUM      | 172                                |